# Кутлумбетово
Кутлумбе́тово (рос. Кутлумбетово) — село у складі Переволоцького району Оренбурзької області, Росія.

## Населення
Населення — 270 осіб (2010; 238 у 2002).
Національний склад (станом на 2002 рік):
- башкири — 83 %